# Rogier van der Weyden
Rogier van der Weyden o Rogier de le Pasture (Tournai, Hainaut, Bèlgica, 1399/1400 - Brussel·les, 18 de juny de 1464) era un pintor que formà part del moviment dels primitius flamencs. Encara que hi ha poques dades sobre la seva vida i que molts dels seus treballs més importants es varen destruir a finals del segle xvii, se'l considera com el pintor més influent del segle xv.
Va ocupar el càrrec de pintor de la ciutat de Brussel·les i la seva obra consistí, per una banda, principalment en retrats de personatges i mandataris de la cort de Borgonya i, per l'altra, en pintura religiosa que en molts casos foren tríptics i políptics de grans dimensions. Dins d'aquesta especialitat, alguns passatges els tractava d'una manera semblant i es repetien d'una obra a una altra. Les crucifixions o les pietats no tan sols són temes recurrents en la seva obra, i tenen una composició molt similar.
Va formar-se amb Robert Campin i va ser contemporani de Jan van Eyck; ell i Van Eyck, des de diferents perspectives, van ser els artífexs del desenvolupament de l'escola flamenca del segle xv. Si Van Eyck, a partir de la seva ampla erudició i una treballada observació, va realitzar unes obres carregades de simbolisme, Rogier es va preocupar de representar, amb força realisme, els sentiments i sensacions —especialment els dolorosos— dels seus personatges, aconseguint-ho «com cap pintor no ho havia capturat mai».

## Vida i família
Rogier van der Weyden va néixer el 1399 o el 1400 a Tournai (a l'actual Bèlgica) amb el nom de Rogier de Pasture. Els seus pares eren Henri de le Pasture i Agnes de Watrélos. La família s'havia instal·lat a Tournai, on el pare de Rogier treballava com a maître-coutelier (fabricant de ganivets). El 1426, Rogier es va casar amb Elisabeth, la filla de Jan Goffaert, sabater de Brussel·les, i Cathelyne van Stockem. Rogier i Elisabeth varen tenir quatre fills: Cornelius (1427) (que de gran es faria monjo cartoixà), Margaretha (1432), Pieter (1437) i Jan (1438). Amb anterioritat al 20 d'octubre de 1435 la família es va instal·lar a Brussel·les on varen néixer els dos fills petits, Pieter i Jan. A partir del 2 de març de 1436, Rogier va obtenir el títol de pintor de la ciutat de Brussel·les (stadsschilder) un càrrec molt prestigiós perquè Brussel·les era en aquella època la residència més important de l'esplèndida cort dels ducs de Borgonya. Amb el seu trasllat a Brussel·les, on es parlava en flamenc, Rogier va traduir-se el cognom passant a anomenar-se Rogier van der Weyden. Era un home generós i un catòlic devot.

## Inicis com a pintor
Poc se'n sap sobre la formació de Rogier com a pintor. Les fonts arxivístiques de Tournai (completament destruïdes durant la Segona Guerra Mundial, si bé n'existeixen transcripcions del segle xix i començaments del xx) són una mica confoses i han conduït a diferents interpretacions per part dels investigadors. Per un document se sap que l'ajuntament de Tournai va oferir un vi en honor d'un tal «Maistre Rogier de le Pasture» el 17 de març de 1427. Tanmateix, el 5 de març de 1427 el registre del Gremi de Sant Lluc recollia l'ingrés de «Rogelet de Pasture» i Jacques Daret al taller de Robert Campin. Només cinc anys més tard, l'1 d'agost de 1432, Rogier de la Pasture va obtenir el títol de mestre (Maistre) com a pintor. S'ha qüestionat si l'aprenent de Campin, «Rogelet», era el mateix que el mestre «Rogier» al qual s'oferí el vi el 1426. El fet que el 1426-1427 Rogier fos un home casat de gairebé trenta anys, i molt per sobre de l'edat normal dels aprenents, ha servit per argumentar que «Rogelet» era un altre pintor més jove, que tenia el mateix nom. Tanmateix, durant la dècada del 1420 la ciutat de Tournai va patir una crisi i els gremis no varen poder funcionar amb normalitat. Podria ser que la darrera formació de Rogier/Rogelet hagués estat una mera formalitat legal. També Jacques Daret tenia llavors al voltant de vint anys i havia estat vivint i treballant a casa de Campin com a mínim durant una dècada.
És possible que Rogier obtingués un títol acadèmic (Mestre) abans que es convertís en pintor i que se li atorgués el vi d'honor amb motiu de la seva graduació. Les sofisticades i 'apreses' qualitats iconogràfiques i de composició de les pintures atribuïdes a Rogier s'han utilitzat a vegades com a argument a favor d'aquesta suposició. L'estatus social i intel·lectual de Rogier en la seva vida va superar la d'un simple artesà d'aquell moment. En general, l'estret enllaç estilístic entre els treballs documentats de Jacques Daret i les pintures atribuïdes a Robert Campin i a Rogier van der Weyden són l'argument principal per considerar que ell fou alumne de Campin.

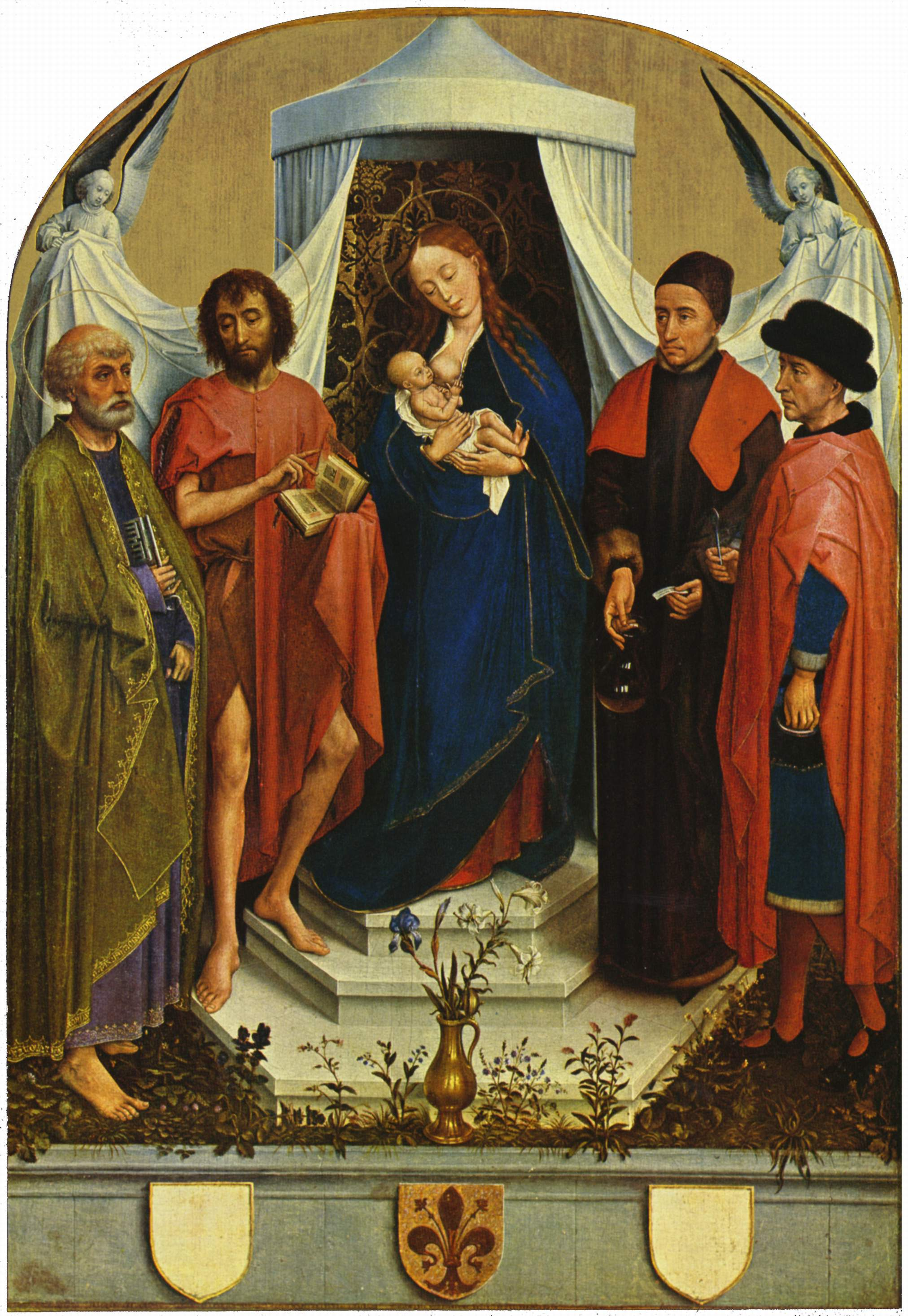
Madonna Medici (1450) (Institut Städel, Frankfurt del Main)

## Pintor de la ciutat de Brussel·les
La darrera menció de «Rogier de la Pasture» als arxius financers de Tournai, datada el 20 d'octubre de 1435, el descriu «demeurrant à Brouxielles» ('vivint a Brussel·les'). Alhora, apareix la primera menció de Rogier van de Weyden com a pintor oficial de Brussel·les; és a dir, Rogier de la Pasture i Rogier van der Weyden són el mateix pintor. El càrrec de pintor de ciutat (portrater der stad va Brussel) es va crear especialment per a Van der Weyden, i estava relacionat amb una gran comanda que consistia a pintar quatre escenes sobre el tema de la justícia per a la 'Cambra Daurada' de l'Ajuntament de Brussel·les. A la seva mort va ser substituït pel seu deixeble Vrancke van der Stockt. D'altra banda, hi ha documentades diferents adquisicions de propietat i altres inversions al seu nom que mostren la seva prosperitat material. Els retrats que va pintar dels ducs de Borgonya, dels seus parents i dels cortesans, demostren una relació propera amb l'elit dels Països Baixos.
Fruit de la seva generositat, el 1448 va fer una donació de diners i pintures a la cartoixa d'Hérines, prop d'Enghien, on havia entrat el seu fill gran, i a la cartoixa de Scheut, prop de Brussel·les. Al seu testament va deixar una altra mostra de caritat, fent dues importants donacions als pobres de diferents parròquies de Brussel·les.
Durant l'any del jubileu de 1450 —potser aprofitant el viatge per a instal·lar el políptic del Judici Final o per demanar una indulgència per l'ànima de la seva filla Margaret morta aquell any—, Rogier va pelegrinar a Roma i es va posar en contacte amb artistes i patrons italians. Tot i desconèixer la ruta que seguí en el seu pelegrinatge, es creu que va passar per Milà —on va pintar el tríptic Sforza—, Ferrara i deuria va contactar amb la família Este per a qui va pintar el retrat de Francesco d'Este. A continuació, marxà a Florència, on va pintar per als Mèdici la Madonna Medici, on apareixen els sants Cosme i Damià, patrons de la família, i la flor de lis florentina. Com a final del recorregut, va arribar a Roma i, gràcies a la crònica de Bartolomeo Fazio, se sap que va admirar l'obra de Gentile da Fabriano a Sant Joan del Laterà.
Com a conseqüència d'aquest viatge, la duquessa de Milà, Bianca Maria Visconti, va enviar a Brussel·les el seu pintor de cort, Zanetto Bugatto, perquè treballés d'aprenent en el taller de Van der Weyden. La reputació internacional de Rogier havia anat augmentant progressivament. En els anys 1450 i 1460 estudiosos com Cusa, el Filarete i Fazio es referien a ell en termes superlatius: «el més gran», «el més noble» dels pintors. Van der Weyden va morir el 18 de juny de 1464, i fou enterrat a la capella de Santa Caterina, a la Catedral de Brussel·les; al seu costat van enterrar la seva dona que va morir poc després d'ell.

## Estil

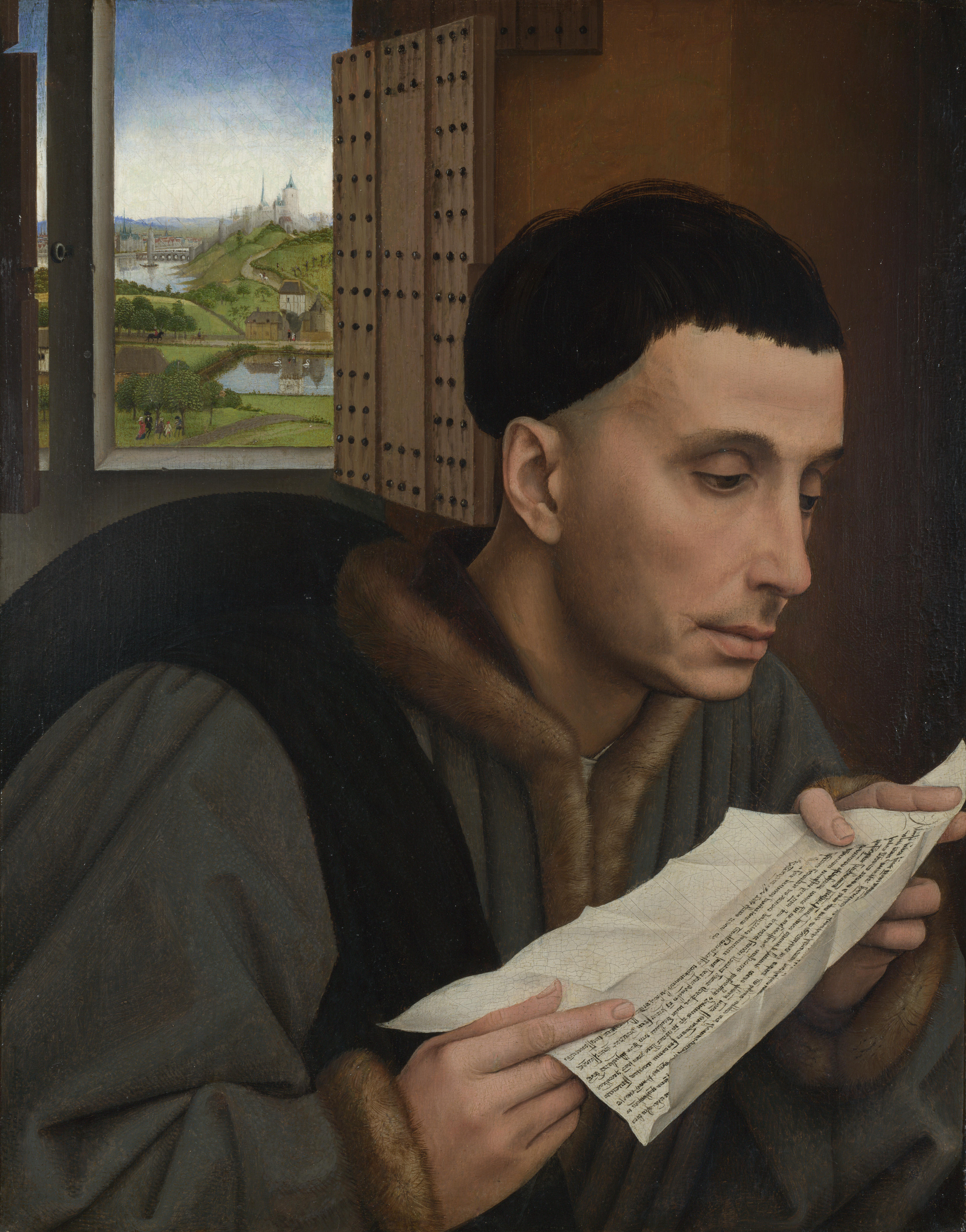
Sant Iu (circa. 1450) Oli sobre taula de roure de 45 x 35 cm, National Gallery de Londres. Obra del seu taller.

L'estil de Van der Weyden es distingeix fonamentalment per la representació de temes marians i el tractament de situacions de forta càrrega dramàtica. Va realitzar la seva obra en oli sobre fusta, en panell únic, en díptics o políptics. En les seves primeres obres el seu estil és marcadament gòtic, hieràtic, i amb fons daurats. Posteriorment, va evolucionar cap a línies sinuoses i fluides com es pot observar en els cossos i en les robes. Els seus personatges són realistes, amb expressions patètiques i un fort dramatisme, que pretén causar un gran impacte emocional en els espectadors.
A Flandes, en aquells temps, la tendència religiosa dominant era la devotia moderna que exhortava els creients a meditar sobre la humanitat de Crist, el qual era representat en el context de la seva vida. L'obra de Rogier, mancada d'un halo, pretén atraure l'espectador de manera que aquest participi efectivament en l'escena que té davant d'ell.
Si Jan van Eyck va ser la gran figura dels primitius flamencs, Rogier va contribuir a millorar l'escola amb el seu geni. Max Frieländer, l'expert en pintura flamenca del segle xv, va sentenciar: «Jan van Eyck era un explorador, mentre que Rogier era un inventor». La diferent naturalesa dels dos fundadors de la pintura flamenca consisteix en el fet que «Van Eyck observava coses que cap pintor no havia observat mai, mentre que Van der Weyden tractava d'expressar sentiments i sensacions —especialment els dolorosos— com cap altre pintor no havia aconseguit capturar». El somriure de les seves mares de Déu evoca un afecte maternal i, alhora, tristos pressentiments. L'expressió dels donants és de recolliment i amb una actitud profundament pietosa. La seva pintura va permetre el «descobriment del món visible»; investigà la realitat i cercà la reproducció fidel, i ho aconseguí recolzant-se en noves tècniques pictòriques, i es decantà més cap al realisme que cap al simbolisme de Van Eyck. Entre les figures religioses desenvolupà un nou sentit de l'acció, com si fossin en un tableau vivant i aconseguint, a més a més, la primera expressió convincent i no convencional dels sentiments.

## Influència
La seva vigorosa, subtil i expressiva pintura, i les concepcions religioses populars tingueren una influència considerable sobre la pintura europea, no tan sols a França i Alemanya sinó també a Itàlia i a Espanya. Hans Memling va ser el seu seguidor més rellevant, encara que no està demostrat que fos un dels seus alumnes.
Va influir en altres artistes posteriors, com Hugo van der Goes, Petrus Christus, Dirk Bouts i Gerard David, així com en el pintor i gravador alemany Martin Schongauer les impressions del qual es varen distribuir per tot Europa a partir de les darreres dècades del segle xv. Indirectament, les impressions de Schongauer varen ajudar a difondre l'estil de Van der Weyden.
La manca de signatura, que no permetia identificar les seves obres, i un error d'identificació de Karel van Mander, el pintor i biògraf dels artistes flamencs, va provocar que la seva figura quedés enfosquida entre el segle xvi i el xix, quan els investigadors Karl Schnaase o Gustav Friedrich Waagen varen recuperar l'autoria i el reconeixement del pintor.

## Obres
Amb certesa, a patir d'una base documental del segle xv, no es pot atribuir cap treball a Rogier van der Weyden. Tanmateix, Lorne Campbell ha manifestat que hi ha almenys tres pintures ben autenticades, si bé en diferents moments s'ha dubtat o s'ha subestimat la seva autoria. L'obra millor documentada és El davallament de la Creu que està al museu del Prado (Madrid). Campbell assenyala que la història d'aquesta pintura es pot reconstruir amb detall des del segle xvi i en registres posteriors. Els altres dos treballs certificats són el Retaule de Miraflores, esposat a Berlín, i La Crucifixió del monestir d'El Escorial.
El 1439, el duc Felip el Bo li va encarregar la policromia de la tomba de Maria d'Evreux, dona de Joan III, duc de Brabant, i de la seva filla Maria; i el 1441, la pintura d'un drac per a la processó del «Grand Tour», cerimònia en honor de santa Gertrudis de Nivelles.

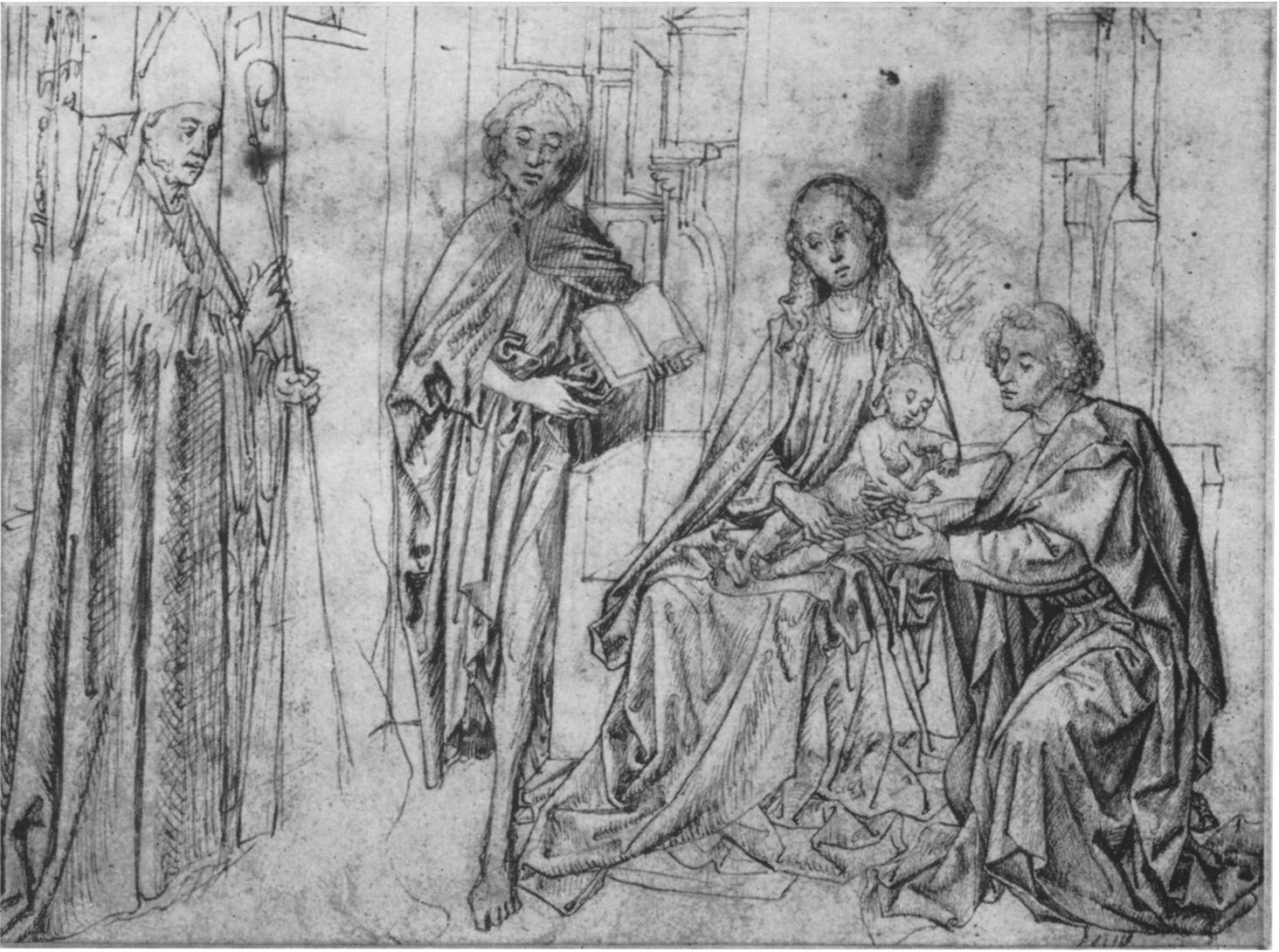
El dibuix d'Estocolm, atribuït al Mestre del Koberger Ründblatter, possiblement mostra una porció del retaule Mare de Déu amb Sants de Van der Weyden, desmuntat després del segle XVII

El fragment de La Magdalena llegint, propietat de la National Gallery de Londres, ha estat descrit per Campbell com «una de les grans obres mestres d'art del segle xv i entre els primers treballs més importants de Rogier». Des dels anys 1970, aquesta pintura ha estat connectada amb el bust de santa Caterina i de Sant Josep de la col·lecció del Museu Calouste Gulbenkian (Lisboa). Hi ha una àmplia certesa que aquests tres fragments venien del mateix retaule de la Mare de Déu amb Sants parcialment documentat en un dibuix posterior, actualment a Estocolm. Aquest retaule va ser desmuntat en aquests tres fragments en una data desconeguda, però d'abans de 1811.
Les pintures més famoses de Rogier que sobrevisqueren fins al segle xvii, eren quatre grans plafons que representaven la Justícia de Trajà i la Justícia d'Herkenbald. Aquests eren un encàrrec de la ciutat de Brussel·les per a la Gulden Camere ('Cambra Daurada') de l'Ajuntament de Brussel·les. El primer i tercer plafons estaven signats, i el primer datava de 1439. Els quatre els va acabar abans de 1450. Malauradament, foren destruïts el 1695 durant el bombardeig francès de Brussel·les, però es coneixen gràcies a moltes descripcions antigues, per algunes còpies lliures i parcials dibuixades o pintades. Però, especialment, es coneix per una còpia parcial feta en tapís que acompanyà Carles el Temerari en les seves campanyes i que passà a mans dels suïssos quan el derrotaren a Grandson; la peça actualment es troba al Museu Historisches de Berna. Les pintures probablement feien prop de 4,5 metres cadascuna, que en aquella època era una mida enorme per a una pintura sobre taula. Servien com a 'exemples de justícia' per al regidor de la ciutat que havia d'impartir-la. Fins a la seva destrucció, les pintures varen ser lloades per diversos comentaristes de renom, com Dürer (1520), Vasari (1568), Molanus (c.1570-1580), i Baldinucci (1688).

### Obres versionades
Rogier va tractar certes temàtiques de forma repetitiva. En alguns casos es tracta pràcticament de còpies amb molt poques diferències, com a La Mare de Déu de sant Lluc. En altres casos el que repeteix és la temàtica, però amb reinterpretacions.
- c. 1440, Oli sobre taula de roure (77 x 47 cm), Staatliche Museen, Berlín
- Calvari d'El Escorial,c. 1460, Oli sobre taula de roure (325 x 192 cm), Nuevos Museos, monestir d'El Escorial
- Díptic de la Crucifixió c. 1460, Oli sobre taula de roure (180,3 x 92,3 cm), panell dret d'un díptic. Museu d'Art de Filadèlfia

- c. 1455, Oli sobre taula de roure (37 x 27 cm), National Gallery of Art, Washington
- c. 1460, Oli i tremp sobre taula de roure (37 x 27,1 cm), National Gallery de Londres
- Nefertiti, destaca la similitud de les línies, tot i que aquesta peça va ser trobada el 1912. Museu d'Art de Filadèlfia, Filadèlfia

- c. 1441, Oli sobre taula (32,2 x 47,2 cm), Musées Royaux des Beaux-Arts, Brussel·les
- 1450, Oli sobre taula (47 x 35 cm), Museu del Prado, Madrid[20]
- c. 1464, Oli sobre taula (35,5 45 cm), National Gallery de Londres
- 1460-80, Oli sobre taula de roure (80,7 x 130,3 cm), Koninklijk Kabinet van Schilderijen, La Haia

### Obra religiosa
La majoria de l'obra religiosa és de temàtica mariana amb una fesomia de la figura de la Mare de Déu molt similar: cara llarga, nas prim, ulls mig aclucats i cabells pentinats cap enrere amb un ample front. La figura del Nen és desmanegada, com les de Van Eyck, i lluny del tipus de bellesa infantil que cercaven els artistes italians.
Dins d'aquest grup, les temàtiques més freqüents són la nativitat o l'alletament de Nen Jesús i una de les obres més destacades és La Mare de Déu de sant Lluc, una peça de clara inspiració en La Mare de Déu del canceller Rolin, de Jan van Eyck.
Mereix una menció especial El davallament de la Creu, una obra primerenca de Rogier que sintetitza el seu mestratge en la composició, en la representació dels sentiments i, alhora, en el domini tècnic per aconseguir que semblés un retaule de talles policromades.
| Imatge | Dades | Dades | Imatge | Dades                       | Dades                       |
| --- | --- | --- | --- | --------------------------- | --------------------------- |
| | Mare de Déu i Nen entronitzats | Mare de Déu i Nen entronitzats | | El davallament de la Creu   | El davallament de la Creu   |
| c. 1433 | Oli sobre taula 14 x 10 cm | c. 1435 | Oli sobre taula de roure 220 × 262 cm |                             |                             |
| Museu Thyssen-Bornemisza, Madrid | Museu Thyssen-Bornemisza, Madrid | Museu del Prado, Madrid | Museu del Prado, Madrid |                             |                             |
| Obra primerenca de dimensions sorprenentment petites, on destaca el virtuosisme tècnic de l'artista. Les escultures que decoren la fornícula gòtica representen escenes del cicle de la Nativitat. El conjunt arquitectònic està treballat en perspectiva, si bé de manera menys rigorosa que la dels seus contemporanis italians i crea un espai tridimensional en el qual s'ubiquen les dues figures. | Obra primerenca de dimensions sorprenentment petites, on destaca el virtuosisme tècnic de l'artista. Les escultures que decoren la fornícula gòtica representen escenes del cicle de la Nativitat. El conjunt arquitectònic està treballat en perspectiva, si bé de manera menys rigorosa que la dels seus contemporanis italians i crea un espai tridimensional en el qual s'ubiquen les dues figures. | Va ser encarregada per la Gran Guilda de Ballesters de Lovaina, que queden simbolitzats per la forma de ballesta que formen el cos i els braços del Crist. L'acció té lloc en un espai físicament reduït, però hi un mínim de cinc nivells de profunditat dins de la pintura: la Mare de Déu al davant, el cos de Crist, la figura barbada de Josep d'Arimatea, la creu i l'assistent de l'escala. | Va ser encarregada per la Gran Guilda de Ballesters de Lovaina, que queden simbolitzats per la forma de ballesta que formen el cos i els braços del Crist. L'acció té lloc en un espai físicament reduït, però hi un mínim de cinc nivells de profunditat dins de la pintura: la Mare de Déu al davant, el cos de Crist, la figura barbada de Josep d'Arimatea, la creu i l'assistent de l'escala. |                             |                             |
| | Sant Jordi i el drac | Sant Jordi i el drac | | La Mare de Déu de sant Lluc | La Mare de Déu de sant Lluc |
| 1432-35 | Oli sobre taula 14.3 x 10.5 cm | 1435 | Oli i tremp sobre taula 138 x 111 cm |                             |                             |
| National Gallery of Art | National Gallery of Art | Belles Arts, Boston | Belles Arts, Boston |                             |                             |
| Recull la llegenda popular de Sant Jordi, que apareix amb armadura gòtica negra mentre clava la llança al drac. A l'esquerra, agenollada, hi ha la princesa Cleodolinda que havia de ser sacrificada al drac. Sant Jordi era un soldat romà del segle iii a la Capadòcia, però la configuració s'ha transformat a l'estil contemporani flamenc. Al fons apareix un paisatge de turons superposats, amb una ciutat emmurallada envoltada d'aigua i dominada per un castell a dalt d'una muntanya fantàstica. L'artista va voler destacar la llum amb els reflexos sobre l'armadura de sant Jordi i les escates del drac, així com un lluminós paisatge de fons, que mostra una clara influència de Van Eyck. Estilísticament, està relacionada amb la tècnica d'il·luminació de manuscrits la qual cosa la situa com una obra primerenca. El panell pot haver estat un díptic per a la devoció privada. | Recull la llegenda popular de Sant Jordi, que apareix amb armadura gòtica negra mentre clava la llança al drac. A l'esquerra, agenollada, hi ha la princesa Cleodolinda que havia de ser sacrificada al drac. Sant Jordi era un soldat romà del segle iii a la Capadòcia, però la configuració s'ha transformat a l'estil contemporani flamenc. Al fons apareix un paisatge de turons superposats, amb una ciutat emmurallada envoltada d'aigua i dominada per un castell a dalt d'una muntanya fantàstica. L'artista va voler destacar la llum amb els reflexos sobre l'armadura de sant Jordi i les escates del drac, així com un lluminós paisatge de fons, que mostra una clara influència de Van Eyck. Estilísticament, està relacionada amb la tècnica d'il·luminació de manuscrits la qual cosa la situa com una obra primerenca. El panell pot haver estat un díptic per a la devoció privada. | Obra de la primera etapa a Brussel·les. Mostra sant Lluc dibuixant un retrat de la Mare de Déu. Va ser probablement un retaule per a la guilda de Sant Lluc de Brussel·les. Hi ha diverses versions realitzades pel mateix Rogier, pràcticament idèntiques, llevat d'alguns detalls. Des de la seva restauració el 1932-33, es considera que la del Museu de Belles Arts de Boston és l'original. Els personatges estan ubicats en un enquadrament i dins una atmosfera clarobscura, efecte directament inspirat en La Mare de Déu del canceller Rolin de Van Eyck. | Obra de la primera etapa a Brussel·les. Mostra sant Lluc dibuixant un retrat de la Mare de Déu. Va ser probablement un retaule per a la guilda de Sant Lluc de Brussel·les. Hi ha diverses versions realitzades pel mateix Rogier, pràcticament idèntiques, llevat d'alguns detalls. Des de la seva restauració el 1932-33, es considera que la del Museu de Belles Arts de Boston és l'original. Els personatges estan ubicats en un enquadrament i dins una atmosfera clarobscura, efecte directament inspirat en La Mare de Déu del canceller Rolin de Van Eyck. |                             |                             |
| | Madonna Durán | Madonna Durán | | Díptic de Joana de França   | Díptic de Joana de França   |
| c. 1440 | Oli sobre taula 100 x 52 cm | 1452-70 | Oli sobre taula de roure 39 x 27 cm (cada plafó) |                             |                             |
| Museu del Prado, Madrid | Museu del Prado, Madrid | Museu Condé, Chantilly | Museu Condé, Chantilly |                             |                             |
| També coneguda com la Mare de Déu en vermell pel nom d'un antic propietari. Es pot ubicar cronològicament entre el Davallament i el Retaule de Miraflores. La Mare de Déu apareix vestida de vermell dins d'una fornícula molt similar a les portes d'un retaule; a l'àpex hi ha un àngel amb una corona que està suspès sobre la Mare de Déu. | També coneguda com la Mare de Déu en vermell pel nom d'un antic propietari. Es pot ubicar cronològicament entre el Davallament i el Retaule de Miraflores. La Mare de Déu apareix vestida de vermell dins d'una fornícula molt similar a les portes d'un retaule; a l'àpex hi ha un àngel amb una corona que està suspès sobre la Mare de Déu. | Probablement del taller de Rogier van der Weyden. Joana de França (c. 1435-1482) es representada pel seu patró, sant Joan Baptista. L'escut d'armes mostra la seva cimera junt amb el de Joan II de Borbó, amb qui es va casar el 1452. La combinació de la crucifixió de Crist amb la Mare de Déu Apocalíptica (que mostra a la Mare de Déu com la dona de l'Apocalipsi) és una representació poc habitual. El treball té una certa similitud d'estil amb el Tríptic Sforza (Museus Reials de Belles Arts, Brussel·les).                                           | Probablement del taller de Rogier van der Weyden. Joana de França (c. 1435-1482) es representada pel seu patró, sant Joan Baptista. L'escut d'armes mostra la seva cimera junt amb el de Joan II de Borbó, amb qui es va casar el 1452. La combinació de la crucifixió de Crist amb la Mare de Déu Apocalíptica (que mostra a la Mare de Déu com la dona de l'Apocalipsi) és una representació poc habitual. El treball té una certa similitud d'estil amb el Tríptic Sforza (Museus Reials de Belles Arts, Brussel·les).                                           |                             |                             |
| | Mare de Déu amb Nen | Mare de Déu amb Nen | | Mare de Déu amb Nen         | Mare de Déu amb Nen         |
| 1460-65 | Oli sobre taula 38.4 x 28.3 cm | c. 1460 | Oli sobre taula de roure 47 x 32 cm |                             |                             |
| The Art Institute of Chicago | The Art Institute of Chicago | Huntington Library, San Marino (Califòrnia) | Huntington Library, San Marino (Califòrnia) |                             |                             |
| Obra de l'escola de Van der Weyden. L'artista va fer servir elements decoratius de valor, com les gemmes del vestit de la Mare de Déu o la diadema amb perles, tot això combinat amb la tela vermella del fons per representar-la com la reina del cel. La representació en l'alletament mostra la naturalesa humana de Crist i la intercessió de Maria entre la divinitat i la humanitat. | Obra de l'escola de Van der Weyden. L'artista va fer servir elements decoratius de valor, com les gemmes del vestit de la Mare de Déu o la diadema amb perles, tot això combinat amb la tela vermella del fons per representar-la com la reina del cel. La representació en l'alletament mostra la naturalesa humana de Crist i la intercessió de Maria entre la divinitat i la humanitat. | Destaca la seva sofisticació i subtilesa en el delicat tractament de la cara de la Mare de Déu que projecta, alhora, un aire de preocupació i pau. Probablement aquest treball va ser una part d'un díptic amb un retrat del donant que va encarregar l'obra i que quedava tancat amb frontisses. En una de les restauracions del segle xx, la imatge va ser traslladada del seu suport original de fusta a un llenç, i tornada a posar sobre taula. És l'ala esquerra d'un díptic amb la imatge de Felip de Croy a la dreta.                                       | Destaca la seva sofisticació i subtilesa en el delicat tractament de la cara de la Mare de Déu que projecta, alhora, un aire de preocupació i pau. Probablement aquest treball va ser una part d'un díptic amb un retrat del donant que va encarregar l'obra i que quedava tancat amb frontisses. En una de les restauracions del segle xx, la imatge va ser traslladada del seu suport original de fusta a un llenç, i tornada a posar sobre taula. És l'ala esquerra d'un díptic amb la imatge de Felip de Croy a la dreta.                                       |                             |                             |
| | Sant Jeroni i el lleó | Sant Jeroni i el lleó | | L'enterrament de Crist      | L'enterrament de Crist      |
| c. 1450 | Oli sobre taula 31 x 25 cm | 1464 | Oli sobre taula 111 x 95 cm |                             |                             |
| Institute of Arts, Detroit | Institute of Arts, Detroit | Galleria degli Uffizi | Galleria degli Uffizi |                             |                             |
| La petita pintura mostra dues escenes de la vida d'aquest doctor de l'església. En un primer pla surt l'escena del lleó amb una espina clavada a la pota, la que sant Jeroni li va treure. Al fons apareix castigant-se a si mateix, en referència al seu retir de penitència al desert com a ermità, entre el 375 i el 380. La composició s'ha modificat en diversos llocs: el lleó va ser pintat originalment amb dues potes a terra i amb el seu cap de perfil, mentre que el braç dret de Jeroni assenyalava més directament cap al llibre, que originalment podia haver estat una taula per a escriure. No és possible establir la data d'aquestes alteracions. | La petita pintura mostra dues escenes de la vida d'aquest doctor de l'església. En un primer pla surt l'escena del lleó amb una espina clavada a la pota, la que sant Jeroni li va treure. Al fons apareix castigant-se a si mateix, en referència al seu retir de penitència al desert com a ermità, entre el 375 i el 380. La composició s'ha modificat en diversos llocs: el lleó va ser pintat originalment amb dues potes a terra i amb el seu cap de perfil, mentre que el braç dret de Jeroni assenyalava més directament cap al llibre, que originalment podia haver estat una taula per a escriure. No és possible establir la data d'aquestes alteracions. | A l'escena de l'enterrament de Crist Rogier mostra a Josep d'Arimatea, sant Nicodem, l'apòstol sant Joan, la Mare de Déu i Maria Magdalena. Aquesta obra combina el tema de l'enterrament amb la lamentació per la seva mort, un episodi de la Passió que no tenen connexió als evangelis, però que sovint s'ha representat junts a l'art. | A l'escena de l'enterrament de Crist Rogier mostra a Josep d'Arimatea, sant Nicodem, l'apòstol sant Joan, la Mare de Déu i Maria Magdalena. Aquesta obra combina el tema de l'enterrament amb la lamentació per la seva mort, un episodi de la Passió que no tenen connexió als evangelis, però que sovint s'ha representat junts a l'art. |                             |                             |

### Els retrats
Els retrats de dones que va pintar Rogier són d'una gran bellesa i les elegants vestimentes ens permeten conèixer la moda del moment. Els retrats d'homes són de personatges coneguts que acostumen a acompanyar-se d'atributs que els associen a alguna confraria, com una fletxa en el retrat d'Antoni de Borgonya, un martell en el de Francesc d'Este, o el Toisó d'Or en el cas d'altres personatges.
S'inclou en aquest grup els retrats de La Magdalena llegint, Sant Josep i Santa Caterina d'Alexandria que, originalment, formaven part d'un retaule i varen ser trossejats per aprofitar només la imatge del personatge.
| Imatge | Dades | Dades | Imatge | Dades                        | Dades                        |
| --- | --- | --- | --- | ---------------------------- | ---------------------------- |
| | Retrat d'home | Retrat d'home | [[Fitxer:\|150px]] |                              |                              |
| c. 1440 | Oli sobre taula 33,7 x 23 cm | | [[Fitxer:\|150px]] |                              |                              |
| Courtauld Institute Galleries, Londres | | | [[Fitxer:\|150px]] |                              |                              |
| Tant l'atribució d'aquesta imatge com la identitat del model encara no s'han acabat d'establir amb certesa. L'obra és especialment interessant pel fet de conservar el seu marc original i l'existència d'una pintura al revers; per tant, cal pensar que va ser utilitzat per a la seva visualització, com una fotografia d'un retrat modern. | | | [[Fitxer:\|150px]] |                              |                              |
| | Retrat de dona jove | Retrat de dona jove | | Dona amb un tocat de gasa    | Dona amb un tocat de gasa    |
| c. 1440-1445 | dibuix de punta de plata sobre paper 16,7 × 11,7 cm cm | c. 1445 | Oli sobre taula de roure 47 x 32 cm |                              |                              |
| Museu Britànic, Londres | Museu Britànic, Londres | Staatliche Museen, Berlin | Staatliche Museen, Berlin |                              |                              |
| | | La jove, amb la seva àmplia còfia flamenca d'ales de lli fi, que és semitransparent en el front, ocupa gairebé tot el pla. La "nuesa" de la cara i la suavitat de les característiques contrasten de manera atractiva amb el ferm contorn de la roba que ha estat doblegada amb rigidesa i el fons fosc. Les mans de la dama amb els dits fermament creuats, estan ajustades a un llindar invisible aparentant recolzar-se en el marc. L'expressió oberta i afectuosa del personatge suggereix que és una persona propera a l'artista i s'ha especulat que fos la seva esposa, Elisabeth Goffaerts. | |                              |                              |
| | Retrat de Felip "el Bo" | Retrat de Felip "el Bo" | | Retrat d'home                | Retrat d'home                |
| posterior a 1450 | Oli sobre taula 31 x 23 cm | 1455-60 | Oli sobre taula de roure 32 x 22,8 cm |                              |                              |
| Museu de Belles Arts de Dijon | Museu de Belles Arts de Dijon | Museo Thyssen-Bornemisza, Madrid | Museo Thyssen-Bornemisza, Madrid |                              |                              |
| En la màxima esplendor del ducat de Borgonya, Van der Weyden va rebre nombrosos encàrrecs de la cort. En els seus retrats no pretenia capturar les particularitats del model, sinó que tractava de crear una imatge ideal. Aquest enfocament va ser molt popular entre els seus contemporanis i li va comportar un considerable èxit entre els aristòcrates, prelats i la burgesia, els quals volien enregistrar i embellir la seva imatge per a la posteritat. Aquesta pintura és una de les diverses versions del retrat de Felip el Bo executats per Rogier van der Weyden i el seu taller. | En la màxima esplendor del ducat de Borgonya, Van der Weyden va rebre nombrosos encàrrecs de la cort. En els seus retrats no pretenia capturar les particularitats del model, sinó que tractava de crear una imatge ideal. Aquest enfocament va ser molt popular entre els seus contemporanis i li va comportar un considerable èxit entre els aristòcrates, prelats i la burgesia, els quals volien enregistrar i embellir la seva imatge per a la posteritat. Aquesta pintura és una de les diverses versions del retrat de Felip el Bo executats per Rogier van der Weyden i el seu taller. | L'home, de mitjana edat, no ha estat identificat. Porta els cabells tallats a la moda, de forma similar a l'estil que s'observa al retrat de Francesco d'Este, cosa que ubica la pintura en la mateixa època. | L'home, de mitjana edat, no ha estat identificat. Porta els cabells tallats a la moda, de forma similar a l'estil que s'observa al retrat de Francesco d'Este, cosa que ubica la pintura en la mateixa època. |                              |                              |
| | Retrat de Francesco d'Este | Retrat de Francesco d'Este | | Retrat de Carles el Temerari | Retrat de Carles el Temerari |
| c. 1460 | Oli sobre taula de roure 31,8 x 22,2 cm | c. 1460 | Oli sobre taula de roure 49 x 32 cm |                              |                              |
| Metropolitan Museum of Art, Nova York | Metropolitan Museum of Art, Nova York | Staatliche Museen, Berlin | Staatliche Museen, Berlin |                              |                              |
| Francesco d'Este era un fill il·legítim de Leonello d'Este, duc de Ferrara. Va rebre la seva formació militar a Brussel·les el 1444 i va passar la resta de la seva vida a la Borgonya. L'anell i el martell que té poden ser emblemes del seu ofici o els premis d'algun torneig. Aquest panell va ser pintat probablement al voltant de 1460, quan Francesco tenia 30 anys. Amb el seu rostre allargat i la seva mirada introspectiva, Francesco és el model de distanciament aristocràtic. A la part posterior del panell hi ha l'escut d'armes de Leonello, un linx encaputxat. Apareix amb una presència majestuosa, com un noble cavaller, i la seva expressió el presenta com un home d'un gran refinament.            | Francesco d'Este era un fill il·legítim de Leonello d'Este, duc de Ferrara. Va rebre la seva formació militar a Brussel·les el 1444 i va passar la resta de la seva vida a la Borgonya. L'anell i el martell que té poden ser emblemes del seu ofici o els premis d'algun torneig. Aquest panell va ser pintat probablement al voltant de 1460, quan Francesco tenia 30 anys. Amb el seu rostre allargat i la seva mirada introspectiva, Francesco és el model de distanciament aristocràtic. A la part posterior del panell hi ha l'escut d'armes de Leonello, un linx encaputxat. Apareix amb una presència majestuosa, com un noble cavaller, i la seva expressió el presenta com un home d'un gran refinament.            | La imatge de Carles el Temerari porta l'emblema de l'Ordre del Toisó d'Or. Es tracta d'un quadre del taller de Rogier van der Weyden, que podria ser una còpia d'un altre retrat de Carles, obra de Rogier i que s'esmenta als inventaris de Margarida d'Àustria entre 1516 i 1523-1524. A l'original, en comptes de l'empunyadura d'una espasa, el duc sostenia amb la seva mà esquerra un rotlle manuscrit. | La imatge de Carles el Temerari porta l'emblema de l'Ordre del Toisó d'Or. Es tracta d'un quadre del taller de Rogier van der Weyden, que podria ser una còpia d'un altre retrat de Carles, obra de Rogier i que s'esmenta als inventaris de Margarida d'Àustria entre 1516 i 1523-1524. A l'original, en comptes de l'empunyadura d'una espasa, el duc sostenia amb la seva mà esquerra un rotlle manuscrit.                                                                                                 |                              |                              |
| | Retrat d'Antoni de Borgonya | Retrat d'Antoni de Borgonya | | Retrat d'Isabel de Portugal  | Retrat d'Isabel de Portugal  |
| c. 1461 | Oli sobre taula 38,4 x 28 cm | 1500 (còpia d'un original de c. 1445-1450) | Oli sobre taula de roure 47 x 32 cm |                              |                              |
| Musées Royaux des Beaux-Arts de Belgique, Brussel·les | Musées Royaux des Beaux-Arts de Belgique, Brussel·les | Museu J.Paul Getty, Malibu | Museu J.Paul Getty, Malibu |                              |                              |
| Antoni de Borgonya, fill il·legítim de Felip el Bo i Joana de Preller, llueix la cadena de l'Orde del Toisó d'Or que va rebre a la Haia el 2 maig de 1456; aquest detalla simbolitza la unió personal amb Felip el Bo, cap i fundador de l'orde de cavalleria. El velló del moltó s'ha pres de la llegenda mitològica de Jasó, però també fa referència a Gedeó, el guerrer escollit per Déu a la Bíblia. Es tracta de personatges històrics exemplars, els valors dels quals varen ser cultivats pel duc i els seus cortesans. Els dignataris de la cort, cavallers, els jutges de torneig i els soldats són sovint representats amb una fletxa, com un símbol de l'ofici, un símbol de distinció especial o com un atribut. | Antoni de Borgonya, fill il·legítim de Felip el Bo i Joana de Preller, llueix la cadena de l'Orde del Toisó d'Or que va rebre a la Haia el 2 maig de 1456; aquest detalla simbolitza la unió personal amb Felip el Bo, cap i fundador de l'orde de cavalleria. El velló del moltó s'ha pres de la llegenda mitològica de Jasó, però també fa referència a Gedeó, el guerrer escollit per Déu a la Bíblia. Es tracta de personatges històrics exemplars, els valors dels quals varen ser cultivats pel duc i els seus cortesans. Els dignataris de la cort, cavallers, els jutges de torneig i els soldats són sovint representats amb una fletxa, com un símbol de l'ofici, un símbol de distinció especial o com un atribut. | És una còpia de la figura d'Isabel de Portugal, duquessa de Borgonya, que hi havia en un retaule fet per Van der Weyden destinat a l'oració dels ducs de Borgonya i que es va perdre al segle xix. | És una còpia de la figura d'Isabel de Portugal, duquessa de Borgonya, que hi havia en un retaule fet per Van der Weyden destinat a l'oració dels ducs de Borgonya i que es va perdre al segle xix. |                              |                              |
| | Retrat de Felip de Croÿ | Retrat de Felip de Croÿ | | La Magdalena llegint         | La Magdalena llegint         |
| c 1460 | Oli sobre taula 49 x 30 cm | 1438 | Oli sobre taula de roure 62,2 x 54,4 cm. |                              |                              |
| Museu de Belles Arts d'Anvers | Museu de Belles Arts d'Anvers | National Gallery de Londres | National Gallery de Londres |                              |                              |
| Quan Van der Weyden residia a Brussel·les com a pintor oficial de la ciutat, va ser l'encarregat de fer un gran nombre de retrats, generalment per a personatges distingits de la cort de Borgonya. En aquest cas és Felip de Croy, "Le Grand Bâtard de Borgonya", camarlenc de Felip el Bo, retratat amb 25 anys i representat com un home refinat i pietós. L'obra forma part de l'ala dreta d'un díptic; l'ala esquerra representa la Mare de Déu amb el Nen, obra que ara pertany a la Huntington Library de San Marino. | Quan Van der Weyden residia a Brussel·les com a pintor oficial de la ciutat, va ser l'encarregat de fer un gran nombre de retrats, generalment per a personatges distingits de la cort de Borgonya. En aquest cas és Felip de Croy, "Le Grand Bâtard de Borgonya", camarlenc de Felip el Bo, retratat amb 25 anys i representat com un home refinat i pietós. L'obra forma part de l'ala dreta d'un díptic; l'ala esquerra representa la Mare de Déu amb el Nen, obra que ara pertany a la Huntington Library de San Marino. | és un dels tres fragments que han sobreviscut d'una taula de roure (posteriorment traslladada a caoba) de gran format anomenada La Mare de Déu i el Nen amb un Sant Bisbe, Sant Joan Baptista i Sant Joan Evangelista. L'original probablement va ser fragmentat en trossos més petits per augmentar el seu valor en la venda. Els altres dos fragments existents mostren el que s'han identificat com els caps de Sant Josep i Santa Caterina d'Alexandria i es troben al Museu Calouste Gulbenkian, Lisboa.                                                                                       | és un dels tres fragments que han sobreviscut d'una taula de roure (posteriorment traslladada a caoba) de gran format anomenada La Mare de Déu i el Nen amb un Sant Bisbe, Sant Joan Baptista i Sant Joan Evangelista. L'original probablement va ser fragmentat en trossos més petits per augmentar el seu valor en la venda. Els altres dos fragments existents mostren el que s'han identificat com els caps de Sant Josep i Santa Caterina d'Alexandria i es troben al Museu Calouste Gulbenkian, Lisboa. |                              |                              |
| | Bust de Santa Caterina d'Alexandria | Bust de Santa Caterina d'Alexandria | | Bust de sant Josep           | Bust de sant Josep           |
| 1438 | Oli sobre taula 21.7 x 18.5 cm | 1438 | Oli sobre taula de roure 21 x 18,3 cm |                              |                              |
| Museu Calouste Gulbenkian, Lisboa. | Museu Calouste Gulbenkian, Lisboa. | Museu Calouste Gulbenkian, Lisboa. | Museu Calouste Gulbenkian, Lisboa. |                              |                              |
| És un dels tres fragments supervivents d'un retaule de roure de gran format anomenat La Mare de Déu i el Nen amb un Sant Bisbe, Sant Joan Baptista i Sant Joan Evangelista. Pels atributs i colors del seu vestit s'ha deduït que es tracta de santa Caterina d'Alexandria. | És un dels tres fragments supervivents d'un retaule de roure de gran format anomenat La Mare de Déu i el Nen amb un Sant Bisbe, Sant Joan Baptista i Sant Joan Evangelista. Pels atributs i colors del seu vestit s'ha deduït que es tracta de santa Caterina d'Alexandria. | És un dels tres fragments supervivents d'un retaule de roure de gran format anomenat La Mare de Déu i el Nen amb un Sant Bisbe, Sant Joan Baptista i Sant Joan Evangelista. En el retaule original la figura de cos sencer de Sant Josep es trobava darrera "la Magdalena llegint". | És un dels tres fragments supervivents d'un retaule de roure de gran format anomenat La Mare de Déu i el Nen amb un Sant Bisbe, Sant Joan Baptista i Sant Joan Evangelista. En el retaule original la figura de cos sencer de Sant Josep es trobava darrera "la Magdalena llegint". |                              |                              |

### Els tríptics i políptics
En l'obra de Rogier van der Weyden hi ha gran quantitat de tríptics i políptics, fet que denota la gran productivitat del seu taller. La temàtica més nombrosa és la crucifixió de Crist, si bé també hi figuren temes marians com l'anunciació, la nativitat o l'adoració dels Mags.
Una de les peces més grans i importants va ser el políptic del Judici Final, un encàrrec del canceller Rolin, client d'una de les obres fonamentals de Jan van Eyck.
El Tríptic de la Mare de Déu o Retaule de Miraflores, actualment a Berlín, va ser propietat del papa Martí V qui el va donar a Joan II de Castella i aquest el regalà a la cartoixa de Miraflores, una cartoixa situada prop de Burgos que acabava de fundar el 1445. L'acta de donació el descrivia com el treball del gran i famós «Flandresco Rogel». Durant la invasió napoleònica va ser robat pel general Armagnac, i posteriorment va passar a mans del príncep d'Orange, a les de Guillem II dels Països Baixos i, a la mort d'aquest, va quedar al museu de Berlín. En aquesta obra, Van der Weyden pinta per primer cop el tema de l'aparició del Crist ressuscitat a la Mare de Déu, fet que mostra l'esperit innovador del pintor.
La capacitat de síntesi de Rogier queda demostrada en el Retaule dels Set Sagraments; al voltant de l'escena de la crucifixió de Crist queden representats a cada ala del retaule, tres sagraments, i al fons del panell central, l'eucaristia.
| Imatge | Dades | Dades |
| --- | --- | ----- |
| | Tríptic de l'Anunciació                                                                                             |       |
| c. 1440 | Oli sobre taula de roure 86 x 92 cm (central), 87 x 36,5 cm (cada ala)                                              |       |
| Museu del Louvre, París (central), Galleria Sabauda, Torí (ales) | |       |
| L'escena central de l'Anunciació té lloc en un interior luxós, i està representada amb una sensació espacial ben convincent. Els lliris blancs i la gerra de vidre simbolitzen la puresa de Maria. La xemeneia no es fa servir (25 de març, dia de l'Anunciació) i apareix coberta amb una fusta. El donant de l'ala esquerra va ser repintat totalment més tard, i fou una intervenció poc acurada. L'ala de la dreta mostra l'escena de la Visitació. | |       |
| | Retaule de Miraflores                                                                                               |       |
| c. 1440 | Oli sobre taula 71 x 43 cm (cada panell)                                                                            |       |
| Gemäldegalerie (Berlín) | |       |
| Consta de tres panells separats, d'igual mida i disposats un al costat de l'altre sense poder plegar-se. Els marcs pintats arquitectònicament representen portals, una reminiscència de l'arquitectura d'església gòtica. A l'esquerra, la Mare de Déu prega amb el Nen que està assegut als seus genolls. Al panell central hi ha una Pietat amb el cos de Crist a la falda; ella plora la seva mort i mostra el seu gran patiment. A la dreta, el Crist ressuscitat se li apareix per posar fi al seu dolor. Els relleus a les arquivoltes, mostren altres esdeveniments de la vida de la Mare de Déu i de Crist, ampliant la narrativa de les escenes principals i contextualitzant-les cronològicament. L'escena de la dreta destaca perquè il·lustra, alhora, dos esdeveniments: en el primer pla, veiem a Crist que s'apareix a la Mare de Déu, mentre que al fons es pot veure un esdeveniment anterior, que és la resurrecció de Jesús. El color de la roba de Maria, que és diferent d'un panell a l'altre, és una declaració simbòlica fonamental: el blanc és la puresa de la verge, el vermell és el color del seu dolor, el blau el de la seva fe, virtuts descrites als pergamins que sostenen els àngels portadors de diferents corones. La reina Isabel la Catòlica va encarregar una còpia d'aquest retaule a Juan de Flandes per a la Capella Reial de Granada. | |       |
| | Tríptic Abegg |       |
| c.1445 | Oli sobre taula 102 x 70,5 cm (central), 103 x 31 cm (cada ala)                                                     |       |
| Abegg-Stiftung, Riggisberg | |       |
| Encàrrec d'un banquer de Flandes originari de la vila de Chieri al Piemont. El seu escut d'armes apareix en el finestral de l'ala esquerra, on figura el donant sota un arc apuntat en el qual apareixen els relleus de l'Anunciació. El fet que fos copiada per Hans Bornemann el 1447 i per la vestimenta del donant ha permès datar l'obra a mitjans de la dècada del 1440. L'excessiu dramatisme de les figures fa pensar que va ser realitzat al taller de l'artista per algun dels seus col·laboradors, copiant algunes idees del "Davallament" però sense arribar al seu mestratge. Al panell dret, Nicodem i Josep d'Arimatea s'acosten a la creu amb un servent que porta una escala per poder baixar Jesús. El fons paisatgístic sembla tenir continuïtat en les tres fulles, un fet típic de l'estil de Van der Weyden. | |       |
| | Tríptic de la Crucifixió                                                                                            |       |
| c. 1445 | Oli sobre taula 101 x 70 cm (central), 101 x 35 cm (cada ala)                                                       |       |
| Kunsthistorisches Museum Viena | |       |
| És una obra d'una composició destacada, comparable al Retaule dels Set Sagraments si bé el conjunt no és tan emotiu com el Tríptic Abegg. L'autor juga amb el moviment del mantell de Sant Joan i el drap de puresa de Crist. Les figures no tenen el volum ni es juga tant amb el clarobscur com a El davallament de la Creu del Prado, o Retaule de Miraflores de Berlín. Finalment, els fons de paisatge no són tan variats i lluminosos com els d'altres obres de l'artista. | |       |
| | Políptic del Judici Final                                                                                           |       |
| c. 1445-50 | Oli sobre taula 215 x 560 cm                                                                                        |       |
| Musée de l'Hôtel-Dieu, Beaune | |       |
| A la part central i superior es troba la imatge de Jesucrist. Sota seu, al centre, sant Miquel arcàngel pesa les ànimes, enviant-les al paradís (representat a la banda dreta) o a l'Infern (a l'esquerra). El paradís està representat com una porta que dona a un castell amb una llum molt brillant. La gent camina tranquil·lament cap a ella plegant les seves mans en oració; al costat de la porta hi ha un àngel. L'infern és representat com un lloc ombrívol, ple de foc, i les persones que s'hi dirigeixen hi van cridant i plorant. | |       |
| | Retaule dels Set Sagraments                                                                                         |       |
| 1445 - 1450 | Oli sobre taula de roure 200 x 97 cm (central), 119 x 63 cm (cada ala)                                              |       |
| Museu de Belles Arts d'Anvers | |       |
| L'escena central presenta un calvari ubicat dins d'una església espaiosa i plena de llum; en destaca la minuciositat dels detalls. La grandària dels personatges denota la importància de l'acció respecte als dels panells laterals. Els set sagraments s'ubiquen al voltant del grup central, en dues ales. Es creu que el tríptic va ser encarregat el 1441 pel bisbe de Tournai, Jean Chevrot, per a l'altar de la seva capella privada. La seva imatge apareix a l'esquerra de la pintura, administrant el sagrament de la confirmació. Van der Weyden probablement va ser ajudat pel seu taller. | |       |
| | Tríptic de Pieter Bladelin                                                                                          |       |
| 1445 - 1450 | Oli sobre taula 91 x 89 cm (central), 91 x 40 cm (cada ala)                                                         |       |
| Staatliche Museen, Berlín | |       |
| Al segle xvii era conegut com el retaule de Middelburg per la ciutat flamenca on estava ubicat. Un ric burgès de Bruges, Pieter Bladelin i la seva dona foren els donants de l'obra, tot i que només apareix ell. Està en el plafó central, agenollat, en actitud de pregària, al costat de la Mare de Déu i de sant Josep, adorant al Nen que està nu. Al fons hi ha una ciutat, potser Middelburg. L'estable de Betlem s'assembla a les ruïnes d'una capella romànica. | |       |
| | Políptic de la Nativitat                                                                                            |       |
| c. 1450 | Oli i tremp sobre taula 140 x 193.4 cm (central); 45.6 x 20 cm (panell superior); 85,4 x 42,2 cm (cada ala lateral) |       |
| Metropolitan Museum of Art | |       |
| El panell central representa la Nativitat; a l'esquerra, està representada l'escena en què la Sibil·la Tiburtina informa l'emperador August del naixement; a la dreta, l'escena de l'anunciació als reis Mags. Les ales representen la Visitació i l'Adoració dels Mags. A sobre de tot, envoltat d'àngels, hi ha el Déu Pare. A l'edat mitjana, es creia que l'anunci del naixement de Crist a August i als reis Mags van ser successos simultanis en el moment del naixement. Aquest anunci doble als governants d'Orient i Occident demostra la importància universal de l'Encarnació i la supremacia de Crist sobre tots els regnes terrenals. El panell central segueix la composició del tríptic de Pierre Bladelin, de 1445. | |       |
| | Tríptic de la família Braque                                                                                        |       |
| c. 1450-1452 | Oli sobre taula de roure 41 x 68 cm (central), 41 x 34 cm (cada ala)                                                |       |
| Museu del Louvre, París | |       |
| Es tracta d'un tríptic portàtil que va ser propietat de Jehan Braque i la seva esposa Catalina de Brabant, natural de Tournai, que es van casar cap el 1450-1451. És una peça petita que, quan està tancada, mostra una calavera i una creu; quan resta oberta, en el centre mostra la imatge de Crist, amb la Mare de Déu i sant Joan Evangelista. A l'ala esquerra hi ha sant Joan Baptista i a la dreta Maria Magdalena. Estan envoltats per un paisatge de fons que recull fins al més mínim detall, amb els rius i les muntanyes, l'herba i les fulles definides amb tanta precisió que gairebé es poden comptar; és un dels efectes preferits dels mestres flamencs. | |       |
| | Tríptic Sforza |       |
| c.1450-1460 | Oli sobre taula 53,7 x 44,8 (central), 53,7 x 19 cm (cada ala)                                                      |       |
| Musées Royaux des Beaux-Arts de Belgique, Brussel·les | |       |
| És una obra del taller de Van der Weyden encarregada per Francesco Sforza que apareix a la taula central junt amb el seu escut d'armes. S'ha especulat en atribuir-lo a Zanetto Bugatto, un pintor enviat pels Sforza a estudiar al taller, i també a Hans Memling quan va estar treballant allí. Cap historiador ha aportat proves suficients per canviar l'atribució. Al panell interior esquerre s'hi observa una curiosa combinació: una Nativitat a la part superior i Sant Bavó amb Sant Francesc d'Assís a la inferior. Sant Francesc no tan sols és el sant patró del comitent, sinó també el "Poverello", el sant pobre per excel·lència, i Sant Bavó porta una gran bossa de monedes, indicant de quina forma és generós amb els pobres, i que Crist, per la seva part, va néixer pobre entre els pobres, en un estable. La devoció, la generositat i la pobresa exemplar estan harmoniosament juntes a la mateixa composició religiosa. | |       |
| | L'Adoració dels Mags o Retaule de Santa Columba                                                                     |       |
| c. 1455 | Oli sobre taula 138 x 153 cm (central), 138 x 70 cm (cada ala)                                                      |       |
| Alte Pinakothek, Múnic | |       |
| Originalment estava instal·lat a la capella de Santa Columba a Colònia, tot i que podria haver-se realitzat per a un altre lloc. Al panell central hi ha l'Adoració dels Mags; els personatges estan pintats amb brillants colors primaris, els quals contrasten amb la foscor de l'estable. L'ala esquerra mostra l'Anunciació; la de la dreta, la Presentació de Crist al Temple. | |       |
| | Retaule de Sant Joan                                                                                                |       |
| c. 1455-1460 | Oli sobre taula de roure 77 x 48 cm (cada panell)                                                                   |       |
| Gemäldegalerie (Berlín) | |       |
| Les taules presenten – d'esquerre a dreta – el naixement de Sant Joan, el baptisme de Crist per Joan al riu Jordà, i la decapitació de Joan, amb l'atractiva Salomé rebent el cap sense cos en un plat. Cada panell està situat dins unes arquivoltes pintades, els quals contenen pintures de relleus que descriuen petites estàtues dels apòstols, i escenes de les vides d'ambdós Crist i Joan, amb el tema global de salvació. Els relleus escultòrics estan pintats en grisalla, i fan la impressió que les escenes se situen dins d'una església. | |       |

## Exposicions
- Mostra artística sobre Rogier van der Weyden i el seu cercle; realitzada a Leuven, Bèlgica, el 20 de setembre de 2009.[43] Els conservadors de la mostra varen ser Jan van der Stock, de la Katholieke Universiteit Leuven, i el Dr. Lorne Campbell, de la National Gallery de Londres. Vegeu: Artes Leuven Arxivat 2007-12-03 a Wayback Machine.

- El Mestre de Flémalle i Rogier van der Weyden Arxivat 2011-07-20 a Wayback Machine. Exposició a la Gemäldegalerie, Berlín (i Frankurt), 2009